# تعامل قطاع التعليم مع العنف على المثليين والمتحولين جنسيا
تعامل قطاع التعليم مع المثليين ومزدوجي الميل الجنسي ومغايري الهوية الجندرية  هو الطرق التي تعمل بها الأنظمة التعليمية لتهيئة بيئات تعلم آمنة للطلاب المثليين والعابرين جنسيًا.
بشكل عام يركز قطاع التعليم على رهاب المثلية والعنف المرتبط بالتوجه الجنسي والهوية الجندرية أو التعبير الجندري، وبدرجة أقل على الرهاب الجنسي. تركز معظم الاستجابات بطريقة أو بأخرى على تعبيرات متنوعة عن النوع الاجتماعي (الجندر)، وتعزز معرفة الطلاب بأن التعبير عن النوع الاجتماعي قد يكون بطرق مختلفة عن النماذج الثنائية (الذكورية والأنثوية). تختلف الاستجابات اختلافًا كبيرًا في نطاقها (من مستوى الصف الدراسي إلى المستوى القومي)، وفي مدتها (من الحدث لمرة واحدة إلى عدة سنوات)، وفي مستوى الدعم الذي تتلقاه هذه الفئة (من المعلمين الأفراد إلى أعلى مستويات الحكومة).
تشمل استجابة قطاع التعليم الشاملة للعنف على المثليين والعابرين جنسياً جميع العناصر التالية: السياسات الفعالة، والمناهج والمواد التعليمية ذات الصلة، وتدريب ودعم العاملين في مجال التعليم، ودعم معلومات الطلاب والأسر والشراكات الاستراتيجية، والرصد والتقييم.
تتبع قليل جدًا من البلدان سياسات قطاع التعليم التي تتعامل مع العنف على المثليين أو العابرين جنسياً بما فيه الميل الجنسي والهوية الجندرية أو التعبير الجندري في المناهج الدراسية أو المواد التعليمية. في معظم البلدان يفتقر العاملون في هذا المجال إلى التدريب والدعم للتعاطي مع التوجه الجنسي والهوية/ التعبير الجندري ومنع العنف على المثليين والعابرين من العنف الجنسي والتصدي له. على الرغم من الدعم الذي تقدمه كثير من الدول للطلاب الذين يتعرضون للعنف، فإن الخدمات غالباً ما تفتقر للتعامل مع العنف على المثليين والعنف الجنسي. وتجمع قليل من الدول بيانات عن طبيعة أو انتشار أو تأثير العنف على المثليين والعابرين جنسيًا، وهذا يساهم في تدني الوعي بالمشكلة وشحة المعطيات للتخطيط للاستجابات الفعالة.
بشكل عام، يبدو أن نطاق الاستجابة للعنف على المثليين والعابرين جنسياً في البيئات التعليمية يرتبط بالسياق الثقافي الاجتماعي للبلد (من حيث معتقدات المجتمع ومواقفه تجاه التنوع الجنسي والجندري، فضلاً عن حقوق الإنسان والمساواة الجندرية)، والسياق القانوني (من حيث حقوق المثليين والعابرين بشكل فردي وحالة حقوق الإنسان بشكل عام).